# Rother (fleuve)
Le Rother (appelé anciennement Limen), long de 56 km, est un fleuve d’Angleterre drainant successivement le Sussex de l'Est et le Kent.
Notez : Il y a aussi deux autres rivières en Angleterre avec ce nom : une Rother dans le Sussex de l'Ouest et une autre Rother dans le Yorkshire du Sud.

## Géographie
Le fleuve prend sa source près de Rotherfield (Sussex) et se déverse dans la Manche par la baie de Rye.
La section en aval du château de Bodiam est navigable.
Il débouche dans les prés des Rother Levels (autrefois recouverts par les marées), l’île d’Oxney au nord et les estrans de Walland non loin de Rye sur la rive est.
Côté amont, le fleuve est navigable en canoë-kayak jusqu'à Etchingham.
Il arrose les villes d'Etchingham, de Robertsbridge, de Bodiam, de Northiam et de Wittersham.